# آچا
آچا (به مجاری: Acsa) یک شهرداری در مجارستان است که در ناحیه واتس واقع شده‌است. اچا ۲۶٫۹۴ کیلومتر مربع مساحت و ۱٬۵۲۸ نفر جمعیت دارد.